# Can Codina (Sant Joan Despí)
Can Codina és una masia de Sant Joan Despí (Baix Llobregat) inclosa a l'Inventari del Patrimoni Arquitectònic de Catalunya.

## Descripció
És una casa pairal formada per diverses unitats. La casa-habitatge té les parets de tàpia i coberta a dues vessants. L'interior és conservat d'acord amb la tradició popular catalana. Presenta porta dovellada. Hom la suposa edificada l'any 1090 per la família Codina segons tradició oral. En una finestra de la casa hi figura la data de 1736.

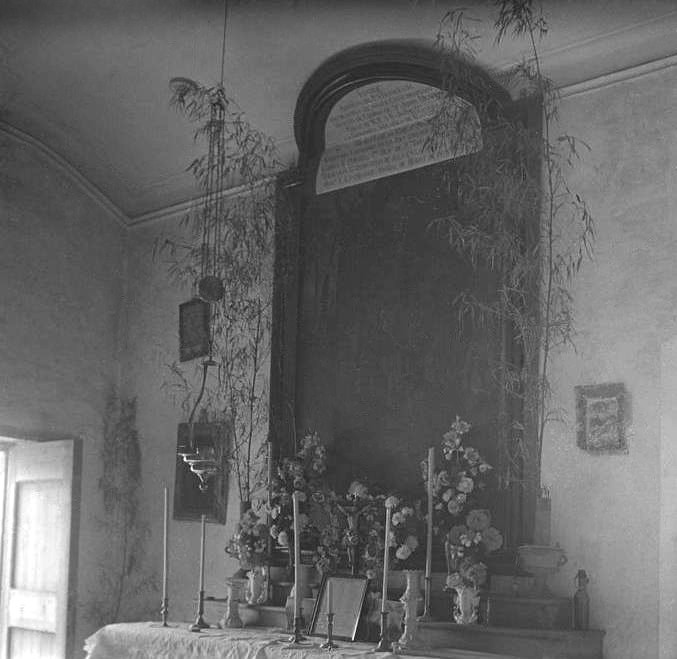
Altar dedicat a sant Francesc d'Assís, fotografiat l'any 1917.

A mà esquerra s'hi troba el graner, de dos pisos.
La casa és precedida d'un pati al qual dona pas un portal amb llinda, amb la inscripció: "Jesús, Maria, Pere Codina, 1585".

## Història
Totes les notícies històriques del mas estan estretament lligades amb la tradició de creences populars. S'hi conserva una cambra destinada al culte de sant Francesc d'Assís que, per tradició oral i narrada per la revista "Perfil" (1957-65), s'assegura que hi aparegué l'any 1226 i hi operà miracles, entre ells que mentre la família visqués al mas sempre tindria descendència masculina, a fi de poder continuar el llinatge.